# Chloropteryx paularia
Chloropteryx paularia är en fjärilsart som beskrevs av Heinrich Benno Möschler 1886. Chloropteryx paularia ingår i släktet Chloropteryx och familjen mätare. Inga underarter finns listade i Catalogue of Life.

## Bildgalleri

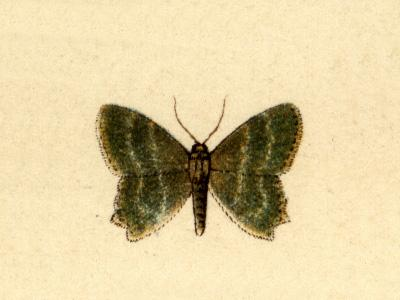
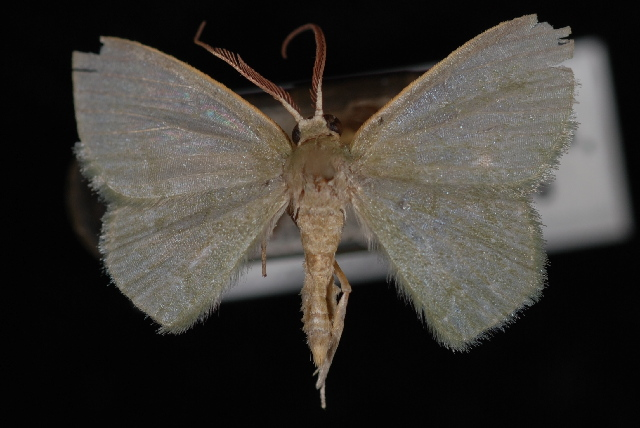
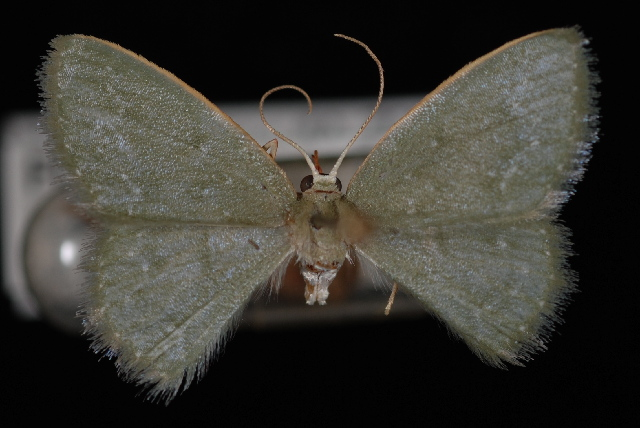